# علی سونال
علی سونال (انگلیسی: Ali Sunal؛ زادهٔ ۲۲ سپتامبر ۱۹۷۷) بازیگر اهل ترکیه است. وی از سال ۱۹۹۵ میلادی تاکنون مشغول فعالیت بوده‌است.